# Lactocollybia aurantiaca
Lactocollybia aurantiaca är en svampart som beskrevs av Singer 1952. Lactocollybia aurantiaca ingår i släktet Lactocollybia och familjen Marasmiaceae.   Inga underarter finns listade i Catalogue of Life.